# Das Hexenlied
Das Hexenlied ist ein deutsches Stummfilmdrama aus dem Jahr 1919 mit Wanda Treumann in der Hauptrolle. Dem Stoff liegt der Roman Die Elixiere des Teufels (1815/16) von E. T. A. Hoffmann zugrunde.

## Handlung
Die alte Zigeunerin Sybilla lebt mit ihrer Enkelin Toschka, deren Mutter einst als Hexe auf dem Scheiterhaufen verbrannt worden war, in einer einsam gelegenen Hütte. Eines Tages spüren marodierende Freischärler sie auf und bringen sie vor ein Femegericht. Der Anführer der Bande, der Landsknecht Rothenburg, findet Gefallen an der jungen Frau und setzt sie später wieder auf freien Fuß. Toschka lässt sich im Wald nieder, wo sie Rothenburgs Sohn Gottfried kennenlernt. Der Pöbel der Gegend hat die junge Zigeunerin zu diesem Zeitpunkt längst als Hexe gebrandmarkt und verfolgt die junge Unschuld erbarmungslos. Man wirft Toschka in den Kerker, da man sie beschuldigt, die Kinder einer armen Frau, denen sie einmal Wasser gereicht habe, verzaubert zu haben. Dort im Gefängnis wird Toschka gnadenlos gefoltert, um ihr ein Geständnis, das sie der Hexerei überführen würde, zu entreißen.
Rothenburg setzt sich für die Geschundene ein, doch dieser Umstand führt nur dazu, dass die Masse sie nun beschuldigt, auch noch Vater und Sohn verhext zu haben. Damit wird Toschka ganz und gar der Urteilssprechung des Femegerichts ausgesetzt. Das Schandurteil setzt die an ihrer Mutter und an ihrer Großmutter, die ebenfalls auf dem Scheiterhaufen endete, begangene Tradition der „Hexenverbrennung“ fort. Auch Toschka soll den Flammentod erleiden. Auf dem Scheiterhaufen stehend, singt die sterbende Zigeunerin noch einmal jene als „Hexenlied“ verdammte Weise, mit der sie einst im Wald Gottfried angelockt hatte. Der Landsknecht-Sohn, vom Vater im Angesicht des Schreckensurteils weggesperrt worden, kann sich befreien und eilt zum Scheiterhaufen – doch er kommt zu spät. Die Flammen haben längst Toschkas Körper umschlungen. Daraufhin stürzt sich der junge Mann gleichfalls auf den brennenden Holzstoß, um gemeinsam mit seiner Geliebten zu sterben. Der alte Landsknecht Rothenburg bricht angesichts dieser Tragik zusammen. Erst jetzt ist der Hass des geifernden Pöbels befriedigt.

## Produktionsnotizen
Das Hexenlied passierte Anfang September 1919 die Filmzensur und wurde am 6. September 1919 im Berliner Prinzesstheater uraufgeführt. Die Länge des Fünfakters betrug, je nach Schnittfassung, 1595 bzw. 1460 Meter.
Die Filmbauten schuf August Rinaldi.

## Kritik
„Ein kultur-historisches Filmwerk in fünf Teilen, Das Hexenlied, stellt sich als zugkräftiges Ausstattungsstück dar. (…) Der Inhalt ist schwärzestes Mittelalter, — und doch zeitgemäß wie kaum eines! Der Tod der Rosa Luxemburg ist ja auch ein Stück Mittelalter und mit der Hexenverbrennung sehr identisch. (…) Wanda Treumann, als Toschka, hat warme Akzente für die unschuldig verfolgte Zigeunerin — die Hinrichtung auf dem Scheiterhaufen ist sensationell.“